# Rafael Alberto Arrieta
Rafael Alberto Arrieta fue un escritor, poeta y crítico literario argentino. Su estilo heredado del modernismo tiene una reminiscencia a la poesía de escritores nórdicos de fines de siglo xx. Sus versos siguen una línea limpia sin excesos, con palabras sugestivas y una métrica tradicional, reflejando principalmente el estilo de vida cotidiano. También fue autor de varias obras en prosa, ensayos literarios y glosas.

## Obras
| - 1910: Alma y momento - 1912: El espejo de mar fuente - 1917: Las noches de oro - 1921: Fugacidad - 1923: Estío serrano - 1947: El tiempo cautivo | - 1923: Las hermanas tutelares - 1926: Ariel corpóreo - 1928: El encantamiento de las sombras - 1933: Bibliópolis - 1935: La ciudad del bosque - 1939: Florencio Balcarce - 1941: Don Gregorio Beéche y los bibliógrafos americanistas de Chile y del Plata - 1944: Centuria porteña - 1948: La literatura argentina y sus vínculos con España |